# Nino Nespoli
Nino Nespoli (Palazzago, 1898 – Ivrea, 21 dicembre 1969) è stato un pittore italiano.

## Biografia
Nino Nespoli era il primogenito di nove figli di un burattinaio e dovette iniziare a lavorare molto presto con il padre per il sostentamento famigliare partecipando alle rappresentazioni, malgrado fosse evidente fin dall'età giovanile, la sua attitudine al disegno e alla pittura. Malgrado questo furono molti i lavori che il giovane Nino imparò a eseguire. Entrato a seguire gli studi artistici presso l'Accademia Carrara dal 1916, dovette arruolarsi durante il primo conflitto mondiale e al suo ritorno fu Ponziano Loverini a insistere perché proseguisse negli studi pittorici. Iniziò quindi a esporre i suoi lavori nella diverse mostre multiple che si tenevano in città riuscendo ad avere alche alcune commissioni per la chiesa di Alzano Lombardo, la parrocchia di San Giovanni Bianco, per la chiesa di San Vittore a Brembate, per quella di San Gerolamo a Mapello. Vinse il primo premi nel 1931 all'esposizione del concorso nazionale Antoniano. Gli fu commissionata la pittura dei decori eseguiti da Luigi Angelini. 

Fu molto importante per l'artista la presenza nel 1939 alla prima edizione del concorso Premio Bergamo a cui parteciparono Giorgio Morandi e Renato Guttuso. L'artista però amava la pittura a fresco, tecnica che, come disse l'artista stesso, non richiedeva ripensamenti.
I suoi anni giovanili al seguito del padre, non furono certo dimenticati dall'artista, che continuò a coltivare la passione per il teatro, realizzando anche alcune scenografie dei teatri locali. Entrò a far parte della compagnia filodrammatica di Valverde nel 1932 e successivamente in quella dell'orfanotrofio maschile di Bergamo di cui fu anche direttore nel biennio 1934-1936. Si unì poi alla compagnia Excelsior di borgo Santa Caterina. Si racconta che in occasione dell festa di mezza quaresima avesse realizzato la riproduzione della statua di Torquato Tasso, che si trova in Piazza Vecchia, e che qualcuno la ritenne migliore dell'originale.

## Opere
Nel santuario mariano di Borgo Santa Caterina in Bergamo, realizzò alcuni affreschi eseguiti nel 1939:
- Annunciazione opera d'ispirazione quattrocentesca dei lavori del Beato Angelico nella chiesa di San Marco a Firenze. Maria è posta in un ambiente ad archi rinascimentali, in un dialogo silenzioso con l'angelo posto genuflesso di fronte a Lei.
- Crocifissione di Gesù è la riproduzione esatta del Vangelo di San Giovanni Stavano sotto la croce di Gesù Maria sua Madre, Maria di Cleofa, e Maria di Magdala.... La città è collocata lontana, ai piedi di un molte che pare molto alto. Anche in questa opera vi sono riferimenti alla pittura quattrocentesca, è infatti il periodo storico di ricerca di una nuova forma pittorica religiosa.

Altre opere
- Sant'Agostino e sant'Ambrogio Chiesa di Sant'Ambrogio a Sormano[3]
- Santa Caterina in carcere chiesa di Santa Caterina in Bergamo nel 1938
- Madonna col Bambino chiesa di Santa Caterina in Bergamo
- Ritratto di monsignor Benigno Carrara vescovo coadiutore di Imola chiesa di Santa Caterina in Bergamo nel 1948